# Basilika St. Nikolaus (Bochnia)

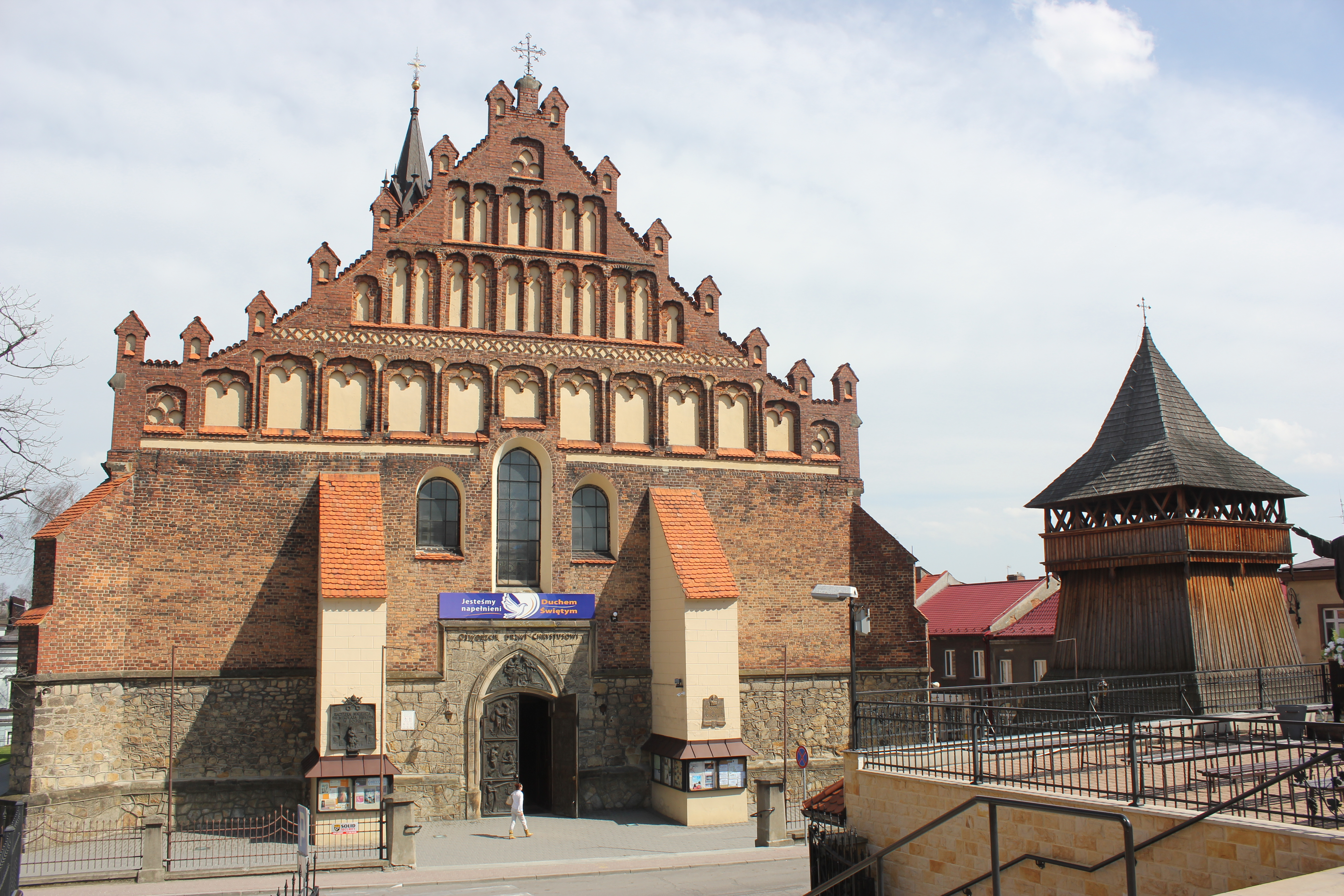
Basilika St. Nikolaus

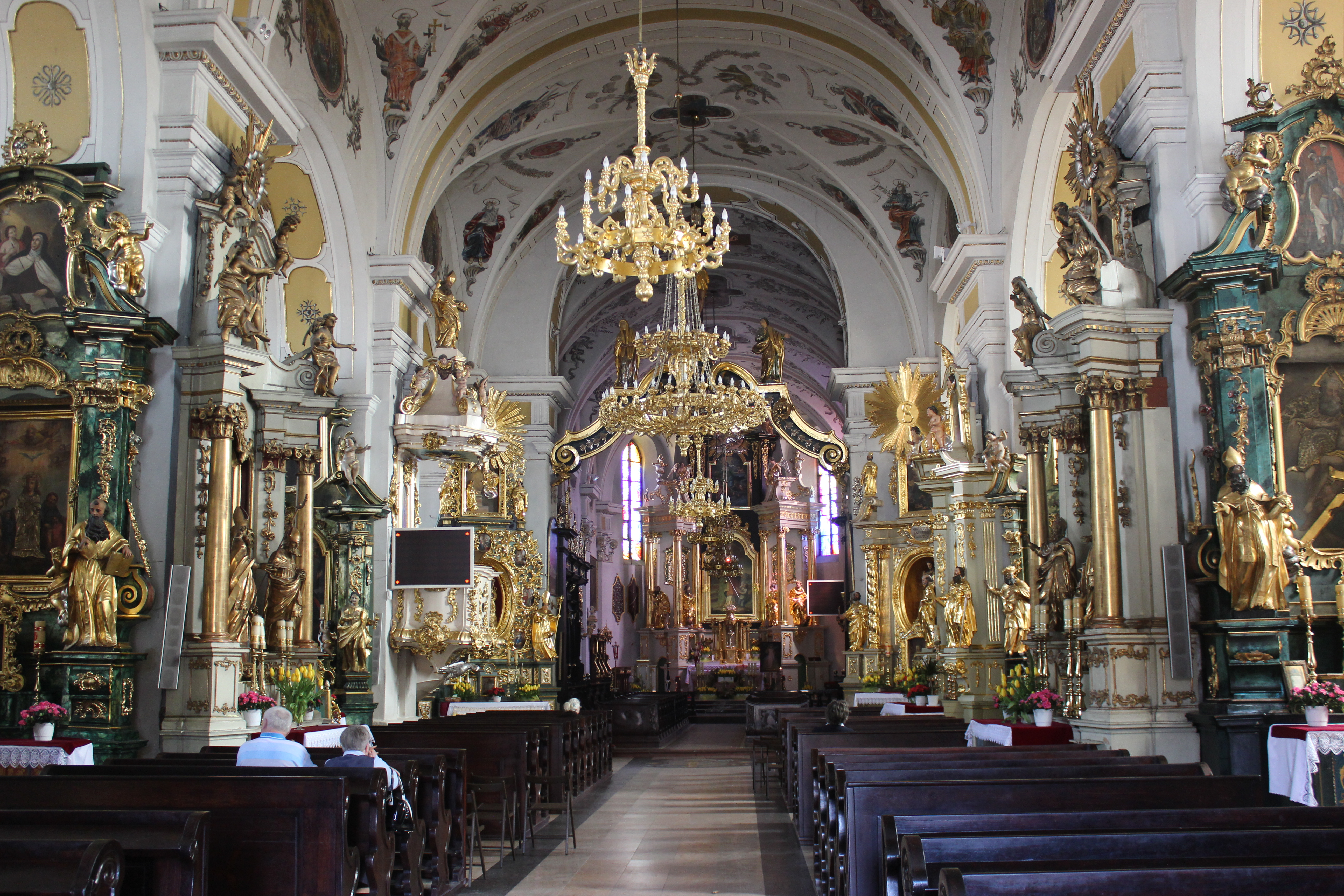
Innenraum

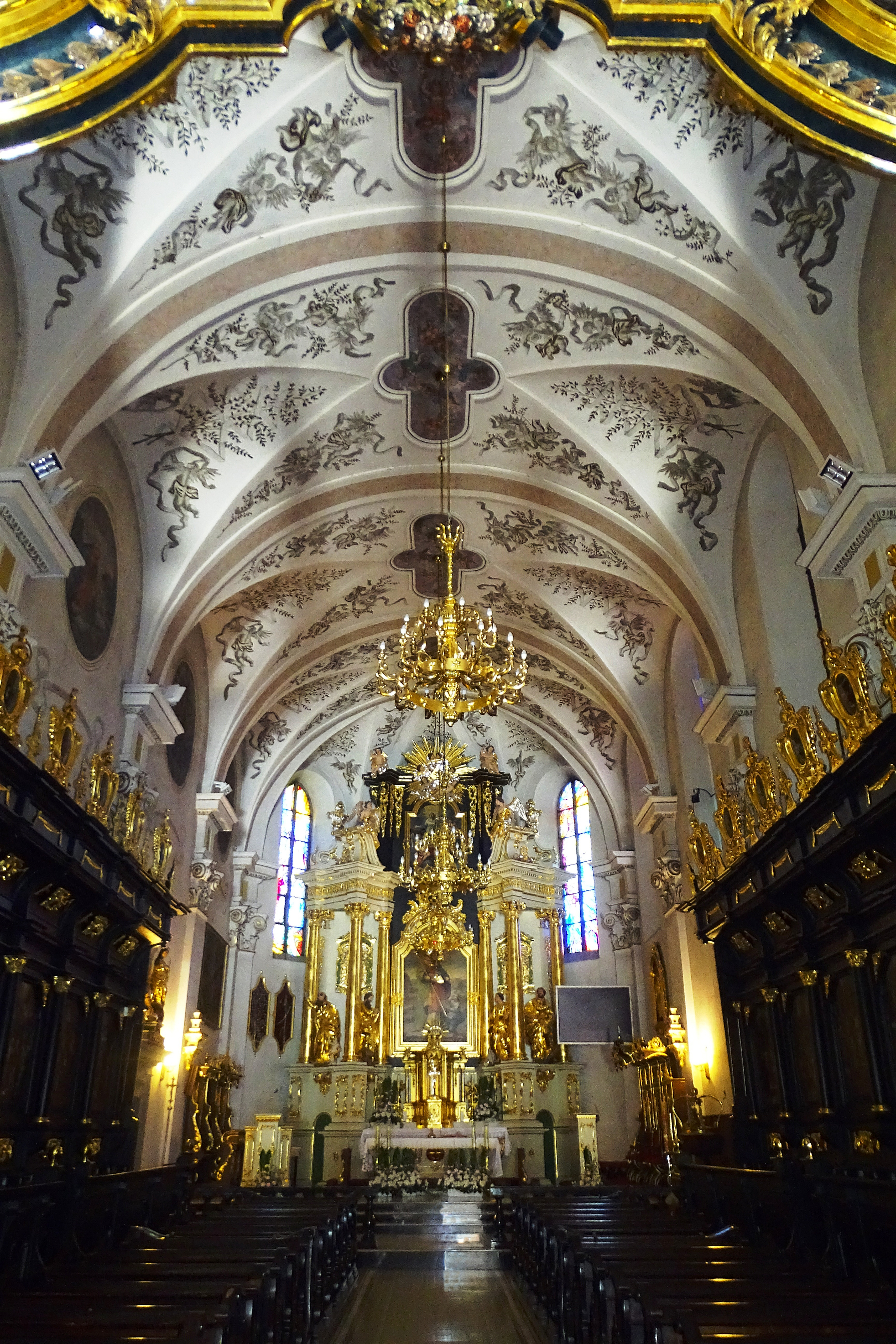
Chor mit Hochaltar von 1772

Die Basilika St. Nikolaus (polnisch Bazylika św. Mikołaja) ist eine römisch-katholische Kirche in Bochnia in der Woiwodschaft Kleinpolen. Die Pfarrkirche des Bistums Tarnów mit dem Titel Basilica minor ist zugleich Wallfahrtskirche der Muttergottes des Rosenkranzes. Die älteste und größte Kirche in Bochnia wurde im 15. Jahrhundert ursprünglich im Stil der Gotik erbaut und im 17. Jahrhundert nach einem kriegsbedingten Stadtbrand im Stil des Barocks wieder aufgebaut wurde, sie steht unter Denkmalschutz.

## Geschichte
Die St.-Nikolaus-Kirche wurde in der ersten Hälfte des 15. Jahrhunderts im Stil der Gotik erbaut. Sie wurde 1447 und um 1485 durch Brände beschädigt und im späten 15. und frühen 16. Jahrhundert wieder aufgebaut.
Die Kirche wurde durch den Stadtbrand von 1655 während der „schwedischen Sintflut“ erheblich beschädigt. Dabei wurden unter anderem das Dach und die Gewölbe zerstört. Der Wiederaufbau der Kirche im Barockstil wurde mit den vom König Johann II. Kasimir gestifteten Mitteln durchgeführt und 1665 abgeschlossen.
Im Jahr 1768 finanzierten die in Bochnia stationierten Konföderation von Bar einen neuen Hauptaltar für die Kirche, der in den Jahren 1770–1772 von dem Holzschnitzer und sakralen Maler Piotr Kornecki aus Gdów angefertigt wurde. Im Jahr 1777 wurde die Kirche dank eines Zuschusses aus den Einnahmen des Salzbergwerks renoviert und erhielt an der Südseite eine Marienkapelle.
Im 19. Jahrhundert wurden die Nord- und Südvorhalle, die Schatzkammer über der Sakristei und ein von Marcin Borelowski entworfener Turm im neugotischen Stil hinzugefügt. In den Jahren 1901–1906 wurde die Kirche unter der Leitung des Architekten Jan Sas-Zubrzycki neugotisiert.
Im Jahr 1998 wurde der Kirche von Papst Johannes Paul II. die Würde einer Basilica minor verliehen. Im Jahr 2003 wurde in der Kirche ein Stiftskapitel errichtet und die Kirche selbst in den Rang einer Stiftskirche erhoben.

## Architektur
Die Basilika St. Nikolaus ist eine gotische Hallenkirche mit langem, dreiseitig geschlossenen Chor, die im Spätbarock teilweise umgebaut wurde. An den Chor schließen sich nördlich eine Sakristei und die St.-Kinga-Kapelle an, die früher den Elftausend Jungfrauen gewidmet war.
Die spätgotische Fassade aus der Wende vom 15. zum 16. Jahrhundert, die von zwei Strebepfeilern gestützt wird, wird von einem Stufengiebel überragt und ist mit Blenden und einem Rautenfries verziert. Es hat keine Entsprechung in der Architektur Kleinpolens und wurde wahrscheinlich unter sächsischem Einfluss geschaffen.

## Ausstattung
Die Innenausstattung der Kirche ist größtenteils im Barock- und Rokokostil gehalten. Der Hauptaltar, die sechs Seitenaltäre, die Rokokokanzel und einige kleinere Einrichtungsgegenstände stammen aus der Werkstatt von Piotr Kornecki. Auch das Gemälde des Kirchenpatrons im Hauptaltar stammt aus seiner Feder.
Im Chor hängt ein Gemälde des flämischen Barockmalers Artus Wolffordt, das als das wertvollste Ausstattungsstück der Kirche gilt.
Die St.-Kinga-Kapelle wurde 1892–1893 unter der Leitung von Tadeusz Stryjeński neugotisch umgestaltet und verfügt über eine einheitliche neugotische Ausstattung, darunter eine von Jan Matejko entworfene Polychromie. Der Altar mit dem Bildnis der heiligen Kinga von Polen ist in Form eines Pseudo-Triptychons mit festen Flügeln gebaut. Außerdem befindet sich an der Wand der Kapelle ein gotisches Gemälde, das 1966 entdeckt wurde.
In der Kapelle Unserer Lieben Frau von Bochnia befindet sich ein Marmoraltar aus der Dominikanerkirche in Bochnia, die 1777 aufgelöst wurde. In seinem zentralen Feld befindet sich ein Bildnis der Muttergottes vom Rosenkranz, das als Bochnia bekannt ist. Das aus der ersten Hälfte des 16. Jahrhunderts stammende Gemälde, das auf eine auf Karton aufgeklebte Leinwand gemalt wurde, wurde am 7. Oktober 1934 per päpstlichem Dekret in Anwesenheit von 100 000 bis 120 000 Gläubigen von Bischof Franciszek Lisowski gekrönt.
Die Chorempore beherbergt eine spätbarocke Orgel, die aus der zweiten Hälfte des 18. Jahrhunderts stammt. Im Jahr 1898 wurde sie von dem Orgelbauer Tomasz Fall aus Szczyrzyc im romantischen Stil umgebaut. Gegenwärtig verfügt das Instrument über 20 Stimmen, zwei Manuale und ein Pedal sowie einen mechanischen Traktat.
Neben der Kirche befindet sich ein freistehender hölzerner Glockenturm in Pfostenbauweise aus dem frühen 17. Jahrhundert, der ursprünglich an der heute nicht mehr existierenden Bernhardinerkirche in Bochnia errichtet wurde. Er wurde 1990–1993 wieder aufgebaut, nachdem er 1987 durch einen Brand zerstört worden war. Der Glockenturm ist ein Objekt auf dem Holzarchitekturpfad der Woiwodschaft Kleinpolen.